# USS Tarawa (LHA-1)
El USS Tarawa (LHA-1) fue un buque de asalto anfibio de la Armada de los Estados Unidos, da nombre a su clase, y fue el segundo buque de llevar el nombre de Tarawa, un atolón escenario de una batalla durante la Segunda Guerra Mundial. El primer Tarawa fue el USS Tarawa (CV-40). El USS Tarawa (LHA-1) fue dado de baja 31 de marzo de 2009, en la Base Naval de San Diego.

## Historia

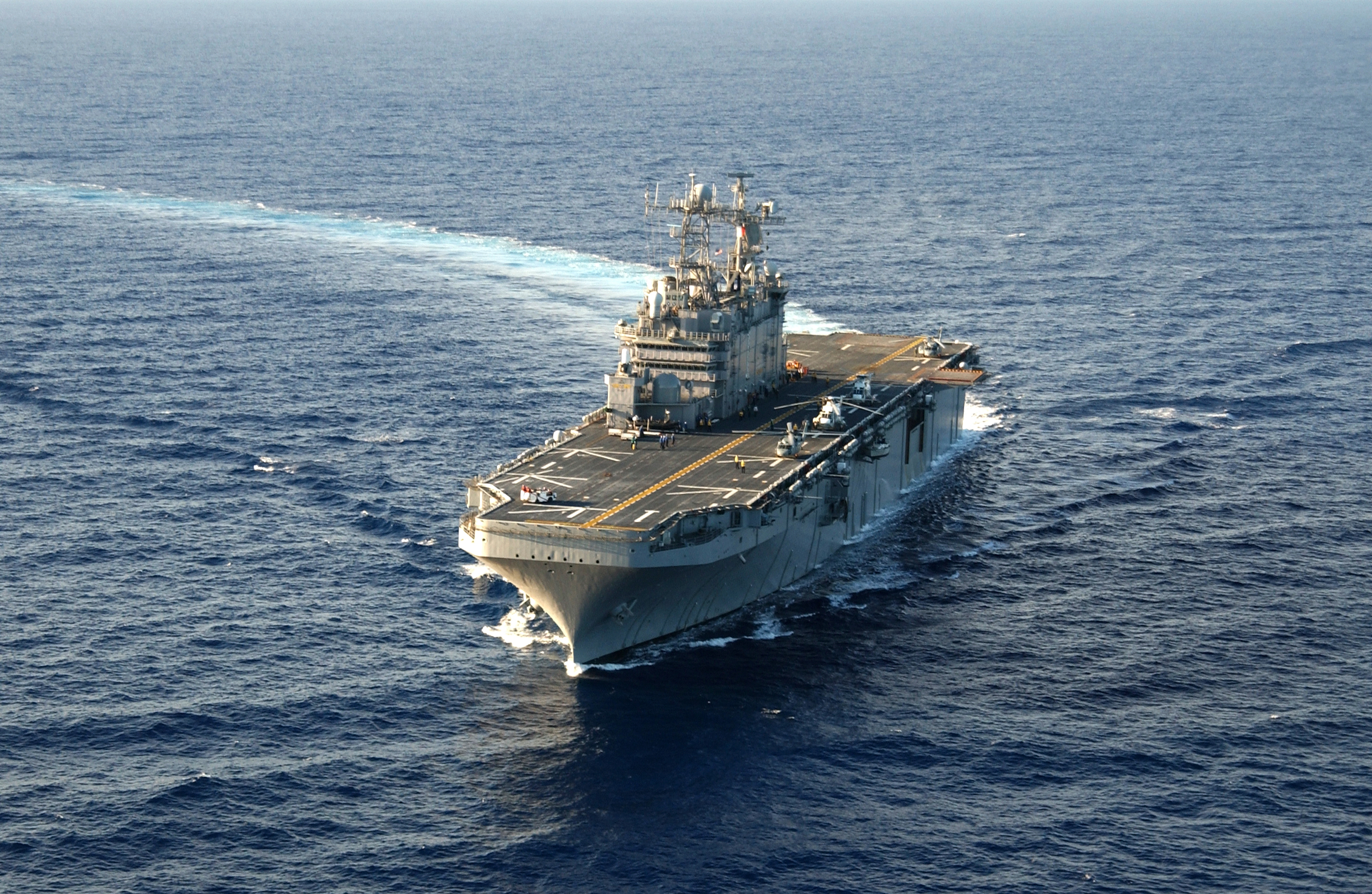
USS Tarawa navegando en el año 2004.

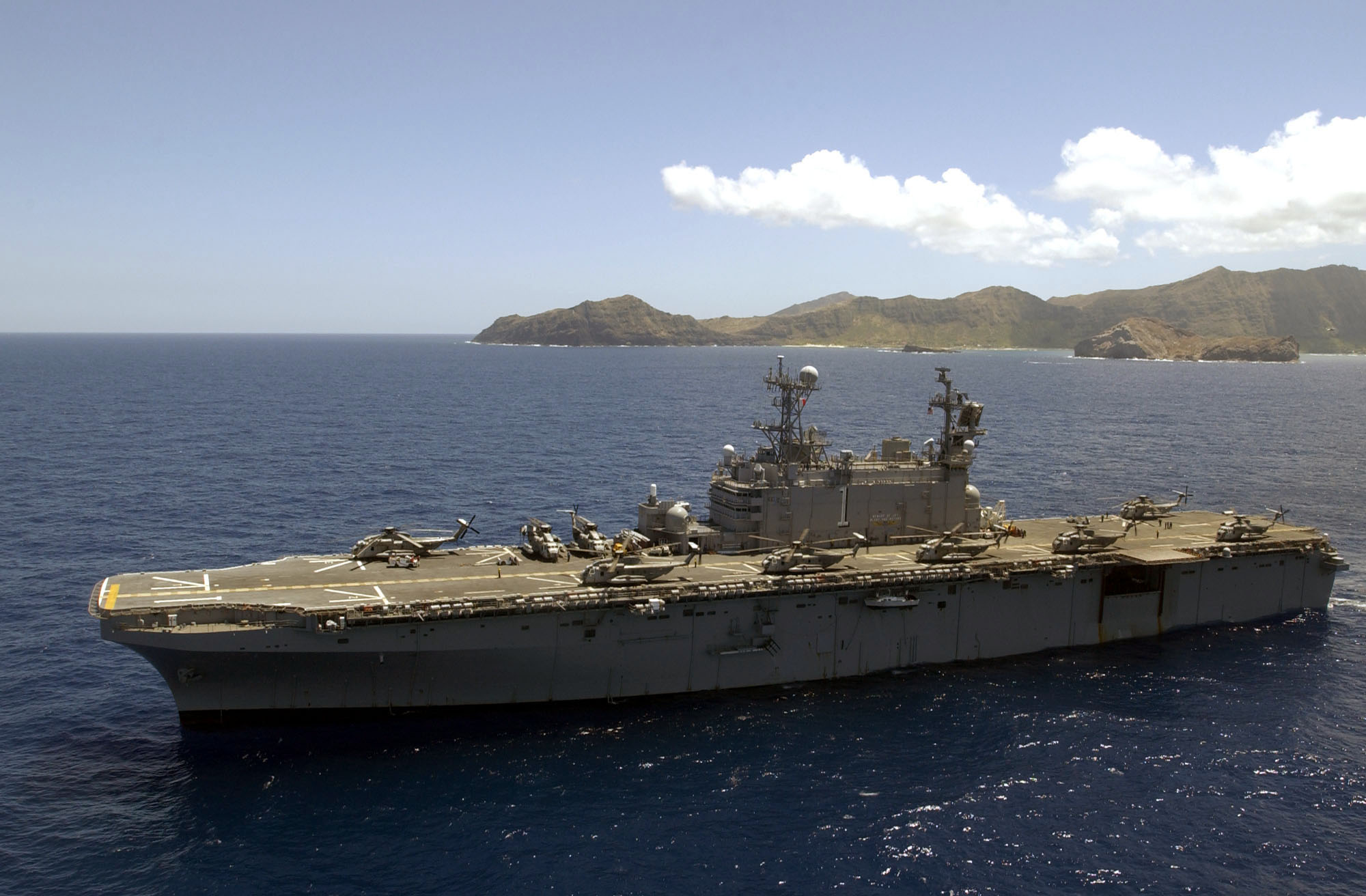
Imagen de perfil del USS Tarawa, año 2004.

El USS Tarawa fue puesto en grada el 15 de noviembre de 1972 en los astilleros de Ingalls Shipbuilding, en Pascagoula, Misisipi y botado el 1 de diciembre de 1973, amadrinado por Audrey B. Cushman, la esposa del general Thomas J. Cushman, excomandante del Cuerpo de Marines, y asignado el 29 de mayo de 1976, bajo el mando del capitán James H. Morris.
El USS Tarawa fue la primera de las cinco naves de una nueva clase de buques de asalto anfibio de uso general, en la que se combinan en un tipo de buque las funciones anteriormente ejercidas por cuatro tipos diferentes: el buque de asalto anfibio (LPH), el buque de asalto anfibio (LPD), el buque de carga anfibia (LKA), y el muelle de desembarque (LSD). Esta nueva clase era capaz de desembarcar un batallón del Cuerpo de Marines y su equipo de apoyo, bien fuera en lanchas de desembarco, en helicópteros, o por una combinación de ambos.
El barco partió de Pascagoula el 7 de julio de 1976 y puso rumbo al Canal de Panamá. Cruzó el canal el 16 de julio y, después de una parada en Acapulco, México, llegó a San Diego, California el 6 de agosto. Durante el resto de 1976, el buque realizó ensayos y pruebas de mar, en el área de operaciones del sur de California.[cita requerida]
Durante el primer semestre de 1977, el USS Tarawa continúo con los ejercicios de entrenamiento frente a la costa de California. El 13 de agosto, una vez realizadas las pruebas de mar, entró en los astilleros Long Beach Naval Shipyard, Long Beach (California) con lo que la disponibilidad del buque se completó el 15 de julio de 1978. Después de cuatro meses y medio el USS Tarawa zarpó a su puerto de origen en San Diego.

## Misiones

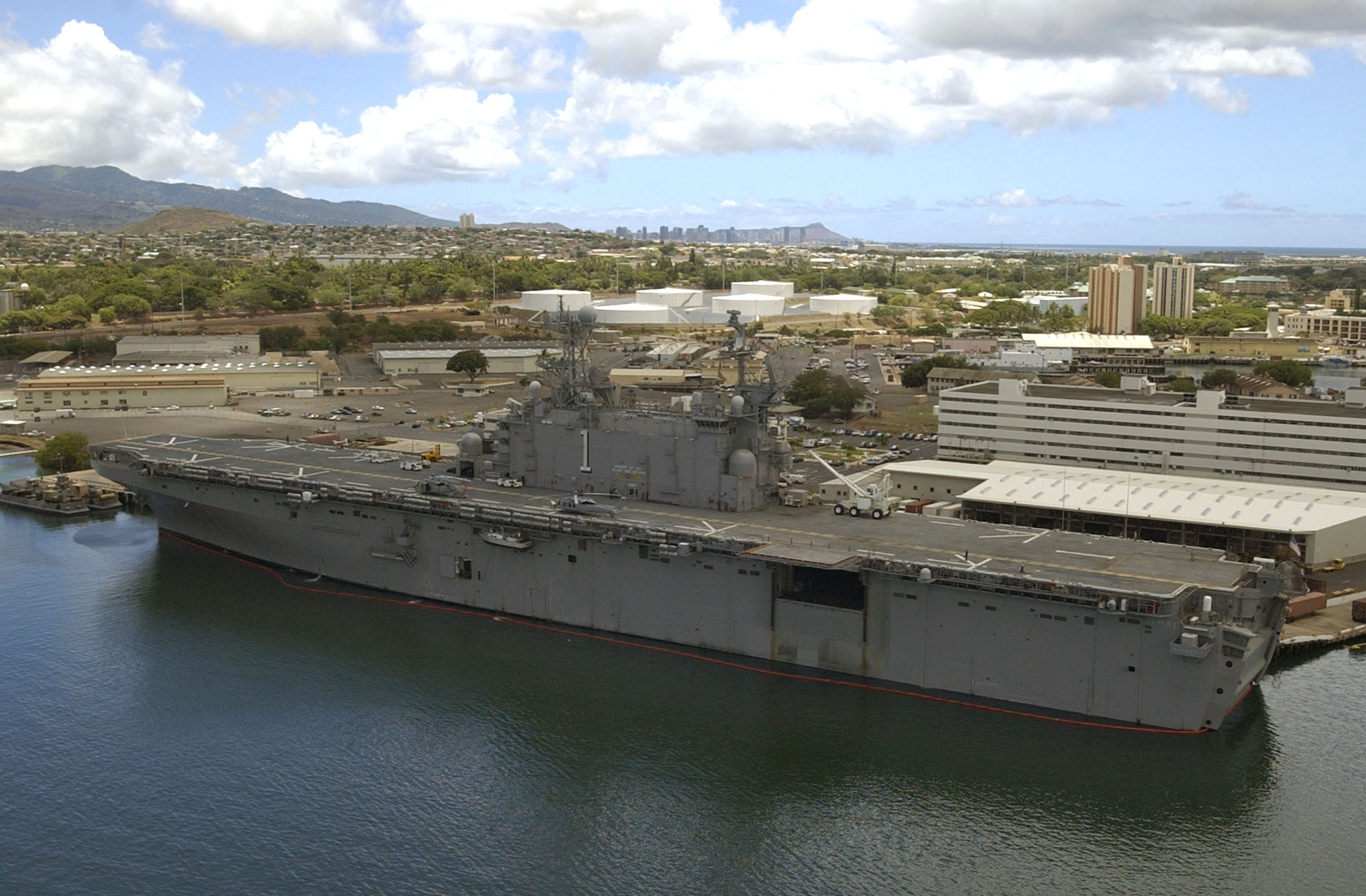
El Tarawaen Hawaii, año 2004.

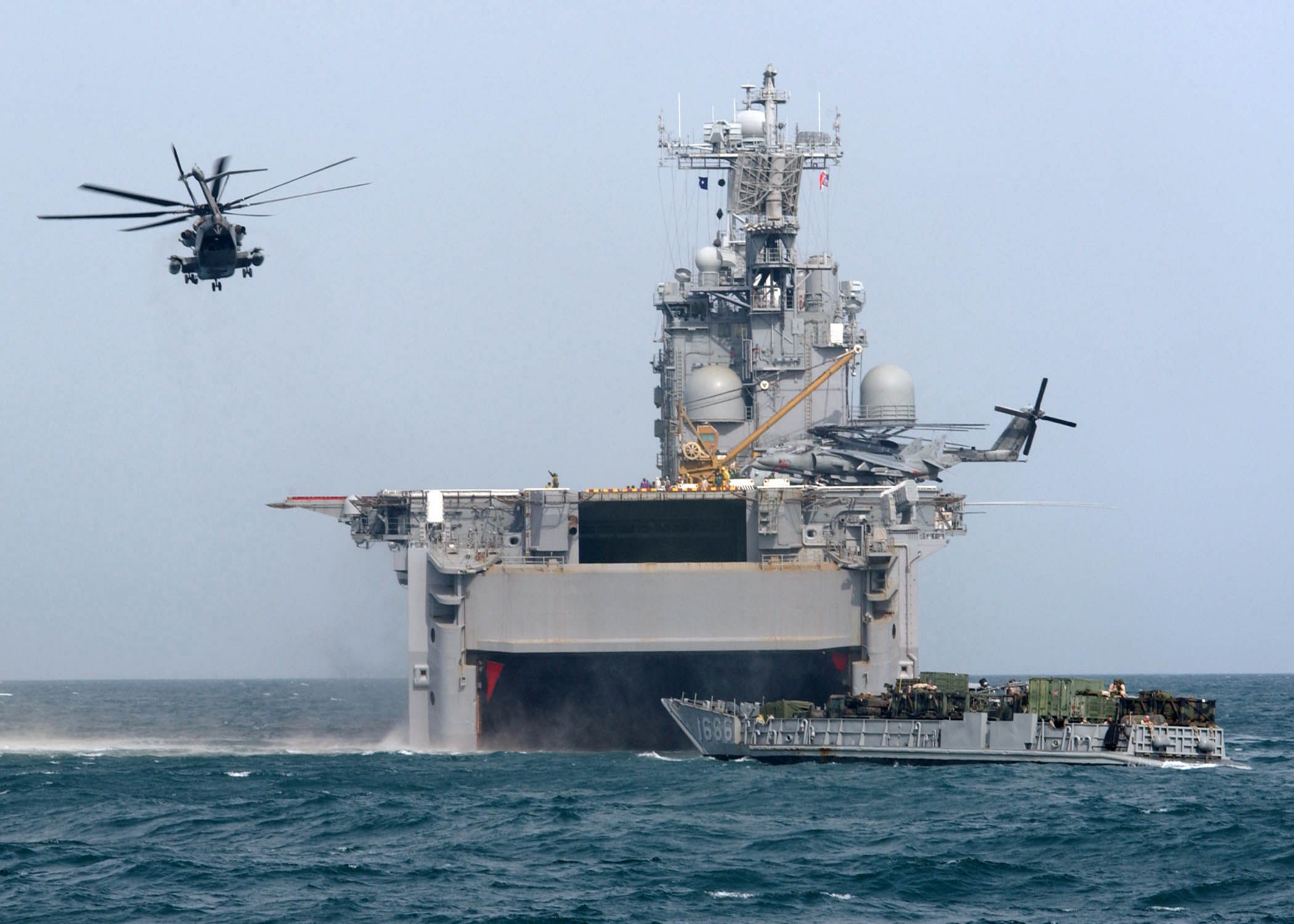
Operaciones en el Tarawa, año 2003.

Su primer despliegue fue en 1979, se ejercitó con éxito con los AV-8B Harrier II y más tarde rescató 400 refugiados vietnamitas que se encontraban a la deriva en el Mar de la China Meridional.
Después de un segundo y tercer despliegue, ocurridos en 1980 y 1983, el USS Tarawa fue enviado al mar Mediterráneo para apoyar a las Fuerzas de paz de las Naciones Unidas en Beirut, Líbano. En diciembre de 1990, el USS Tarawa fue el buque insignia de una fuerza de tareas compuesta de trece buques anfibios durante la Operación Tormenta del Desierto. Participó en los ejercicios Sea Soldier IV, en enero de 1991, en la que los marines desembarcarían en Kuwait, resultando esto una maniobra de engaño. Finalmente los marines desembarcaron en Arabia Saudita justo al sur de la frontera con Kuwait.
En mayo de 1991, el USS Tarawa fue enviado a Bangladés en apoyo de la Operación Ángel Mar, para la ayuda en la prestación de asistencia humanitaria a las víctimas de un ciclón.
En mayo de 1992, fue desplegado por octava vez en el Pacífico, participando en los ejercicios Eager Mace '92-'93, un conjunto de tropas de EE. UU. y Kuwait. El buque también apoya la inserción de las tropas pakistaníes en Somalia dando apoyo a la ONU en la distribución de ayuda humanitaria, regresó a San Diego en noviembre de 1992. El USS Tarawa fue galardonado con su cuarto Admiral Flatley Award y su Comandante y la Séptima Flota, con el Amphibious Warfare Excellence Award por su despliegue en 1992
En abril de 1996, a raíz de otra compleja reforma en el astillero Long Beach Naval Shipyard, el USS Tarawa zarpó de San Diego y fue desplegado por novena vez en el Pacífico. Realizando una serie de ejercicios anfibios conjuntos, junto con otros buques de la armada estadounidense y la Real Armada Tailandesa en el Golfo de Tailandia, el ejercicio Indigo Serpent junto con la Real Armada Saudita, y el ejercicio Moonlight Infinite junto con la Marina Real Jordana (El primer ejercicio de la historia entre los EE. UU. y Jordania) en el Mar Rojo. A la finalización de los ejercicios el USS Tarawa se posiciona en el Golfo Pérsico en apoyo de Operación Southern Watch, en aplicación de la zona de exclusión aérea sobre el sur de Irak. También formaba parte de la Operación Desert Strike, en la cual varios buques de la armada estadounidense lanzaron misiles sobre Irak. De vuelta a San Diego en octubre de 1996, Tarawa ganó tanto el Federal Energy Conservation Award como el Secretary of the Navy Energy Conservation Award.
A mediados de octubre de 2000, el USS Tarawa cruzó el Estrecho de Ormuz en su camino hacia el Golfo Pérsico cuando fue atacado el destructor USS Cole (DDG-67). Tras la noticia del ataque, el USS Tarawa puso rumbo al puerto de Adén en Yemen donde se unió al grupo de apoyo logístico que proporcionaba seguridad al puerto, compuesto por el destructor USS Donald Cook (DDG-75), las fragatas USS Hawes (FFG-53), y la HMS Marlborough (F233) esta de nacionalidad británica, como la nave de mando a cargo de la protección en lo que se convirtió en la Operación Determinada Respuesta. Otros buques de guerra estadounidenses implicados fueron el USNS Catawba (T-ATF-168), el USS Camden (AOE-2), el USS Anchorage (LSD-36), y el USS Duluth (LPD-6). El USS Tarawa se quedó con el USS Cole hasta que el buque fue colocado a bordo del barco de salvamento semisumergible MV Blue Marlin.
Fue desplegado en Bangladés, una vez más, junto con el USS Kearsarge (LHD-3), para proporcionar apoyo en las actividades de socorro y el reparto de la ayuda humanitaria como consecuencia del ciclón Sidr. El nombre en clave de la misión fue Operaciones Mar Ángel II en reconocimiento al USS Tarawa por su anterior apoyo a Bangladés en 1991. Estas actividades de asistencia humanitaria fueron decisivas para que el buque se adjudicara el 2007 Battle Efficiency Award.

## Retirada del servicio

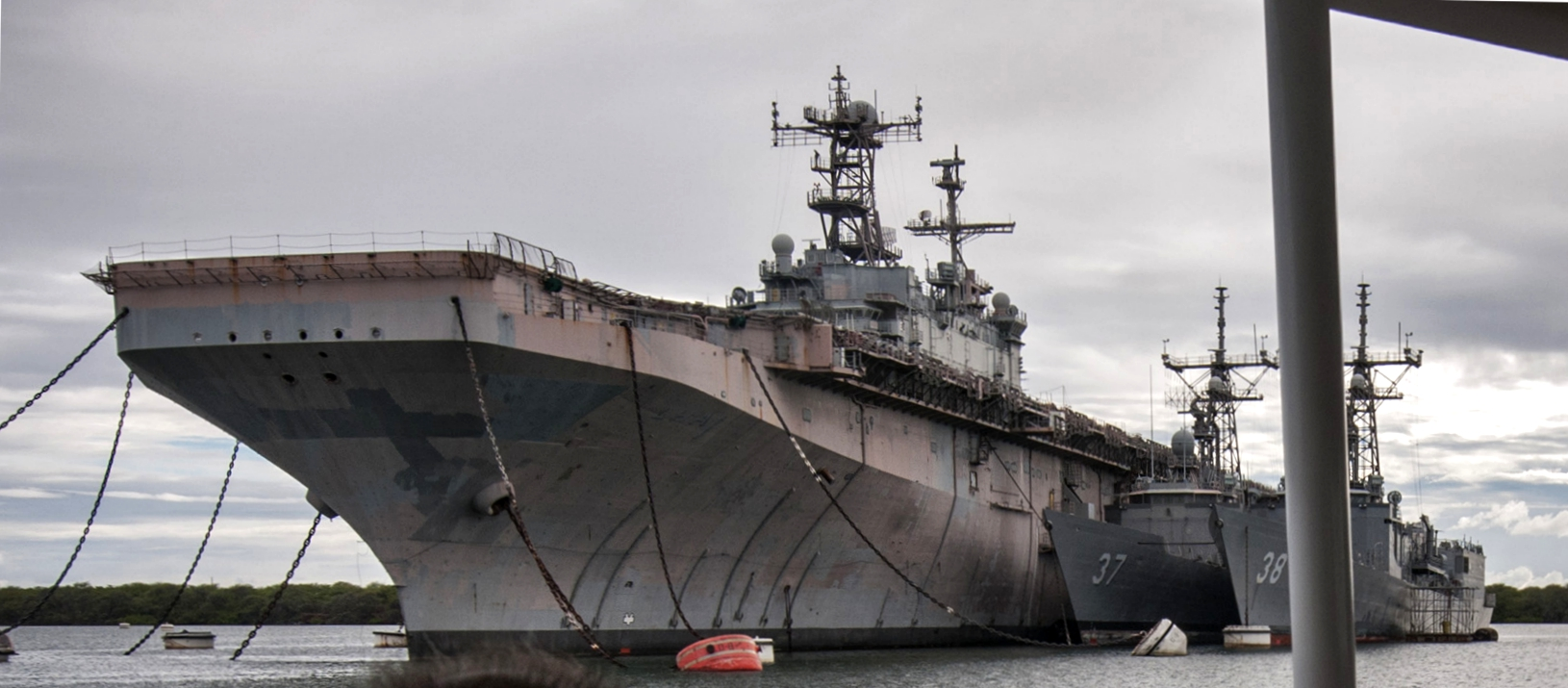
USS Tarawa, ya fuera de servicio, atracado en Pearl Harbor en el año 2013.

El USS Tarawa fue trasladado por remolcadores rumbo a Hawái, donde es posible que sea usado como objetivo en ejercicios de tiro, como le ocurrió a otro buque de su clase el USS Belleau Wood (LHA-3), que fue utilizado como un objetivo en SINKEX '06. Sin embargo, el Registro Naval de Buques (NVR) lo mantiene en lista de categoría "B", sugiriendo una posible utilización futura para los ex-Tarawa en algunas de sus funciones oficiales. Ejemplos de esta categoría son el USS Tripoli (LPH-10) que ahora es un buque del Ejército de los Estados Unidos, y los acorazados USS Wisconsin (BB-64) y USS Iowa (BB-61), los cuales son piezas de museo, pero requieren que estén en un estado de disponibilidad.
El 19 de julio de 2024, el Tarawa fue hundido frente a las costas de Hawái por un F/A 18 Super Hornet con un misil AGM-158C LRASM durante el ejercicio naval RIMPAC 2024. El Tarawa es el barco más grande hundido durante un ejercicio naval con fuego real desde el USS Belleau Wood en 2006.